# Маметьев, Иннокентий Иванович
Иннокентий Иванович Маметьев (20 сентября 1930 года, Титово — ?, Ленинск-Кузнецкий) — советский и российский тренер по спортивной гимнастике. Заслуженный тренер СССР (1980). Заслуженный работник физической культуры Российской Федерации (1993). Почётный гражданин Ленинска-Кузнецкого и Кемеровской области (1999).

## Биография
Иннокентий Иванович Маметьев родился 20 сентября 1930 года в селе Титово Промышленновского района Кемеровской области в семье рабочих. С 1950 по 1954 год служил в рядах Советской армии.
В 1958 году окончил Новосибирский техникум физической культуры. До 1959 года работал старшим тренером Искитимской спортивной школы. В 1959 году вместе с супругой Галиной Николаевной Маметьевой переехал в Ленинск-Кузнецкий, где до 1960 года был военным руководителем горного техникума. С 1960 по 1978 год работал тренером в ДЮСШ, с 1980 по 1986 год — в СДЮШОР. С 1986 года работал преподавателем физического воспитания школы-интерната № 41. В 1978—1980-х годах был тренером сборной СССР.
Наиболее высоких результатов среди его воспитанников добилась Мария Филатова — двукратная олимпийская чемпионка (1976, 1980), бронзовый призёр Олимпийских игр 1980 года, двукратная чемпионка мира (1978, 1981).
Иннокентий Иванович умер в Ленинске-Кузнецком. В 2004 году ОСДЮСШОР по спортивной гимнастике было присвоено имя И. И. Маметьева.

## Награды и звания
- Орден «Знак Почёта» (1971).
- Почётное звание «Заслуженный тренер СССР» (1980).
- Почётное звание «Заслуженный работник физической культуры Российской Федерации» (1993)[8].
- Почётный гражданин Ленинска-Кузнецкого[9] и Кемеровской области (1999)[10][11].